# Anton Ohlson
Anton Richard Ohlson, född 28 januari 1851 i Skinnskatteberg, död 3 februari 1923 i Stockholm, var en svensk bruksdisponent.
Anton Ohlson var son till Carl Johan Ohlson. Han var elev vid Teknologiska institutet 1870–1872, brukselev vid Boxholms AB 1872–1873 och extra elev vid Teknologiska institutets fackavdelning för bergsvetenskap 1874–1875. Han fortsatte därefter sin utbildning i England, där han 1878–1879 var anställd på Alf Arvidsons och Thorsten Nordenfelts kontor i London. 1876 omvandlade Ohlson tillsammans med sina syskon det vid faderns död samma år ärvda bruket Riddarhyttan till aktiebolag. Efter hemkomsten från England 1879 blev Ohlson familjebolagets disponent, Under hans chefstid upptäcktes den stora järnmalmsfyndigheten Källfallsfältet, där liksom på gruvfältet Lerklockan i början av 1900-talet stora bruksanläggningar utfördes. 1906–1908 utvidgades Riddarhyttans inrättningar med betydande anriknings- och briketteringsverk, och på 1910-talet återupptogs kopparhanteringen i större skala. Ohlson ägnade stort intresse åt järnvägsförbättringar, särskilt inom gruvfältens smalspåriga järnvägssystem. Dessa utfördes av Köping-Uttersbergs järnvägsaktiebolag, där Riddarhytte AB var en stor aktieägare och Ohlson själv VD 1892–1903. När större delen av Riddarhytte AB:s aktiestock 1919 övertogs av Centralgruppens emissionsaktiebolag lämnade Olhson befattningen som disponent.